# Ала (Тирва)
А́ла (ест. Ala küla) — село в Естонії, у волості Тирва повіту Валґамаа.

## Населення
Чисельність населення на 31 грудня 2011 року становила 238 осіб.

## Історія
До 21 жовтня 2017 року село входило до складу волості Гелме.

## Пам'ятки
- Лютеранська кірха святого Иоанна (Taagepera Jaani kirik)

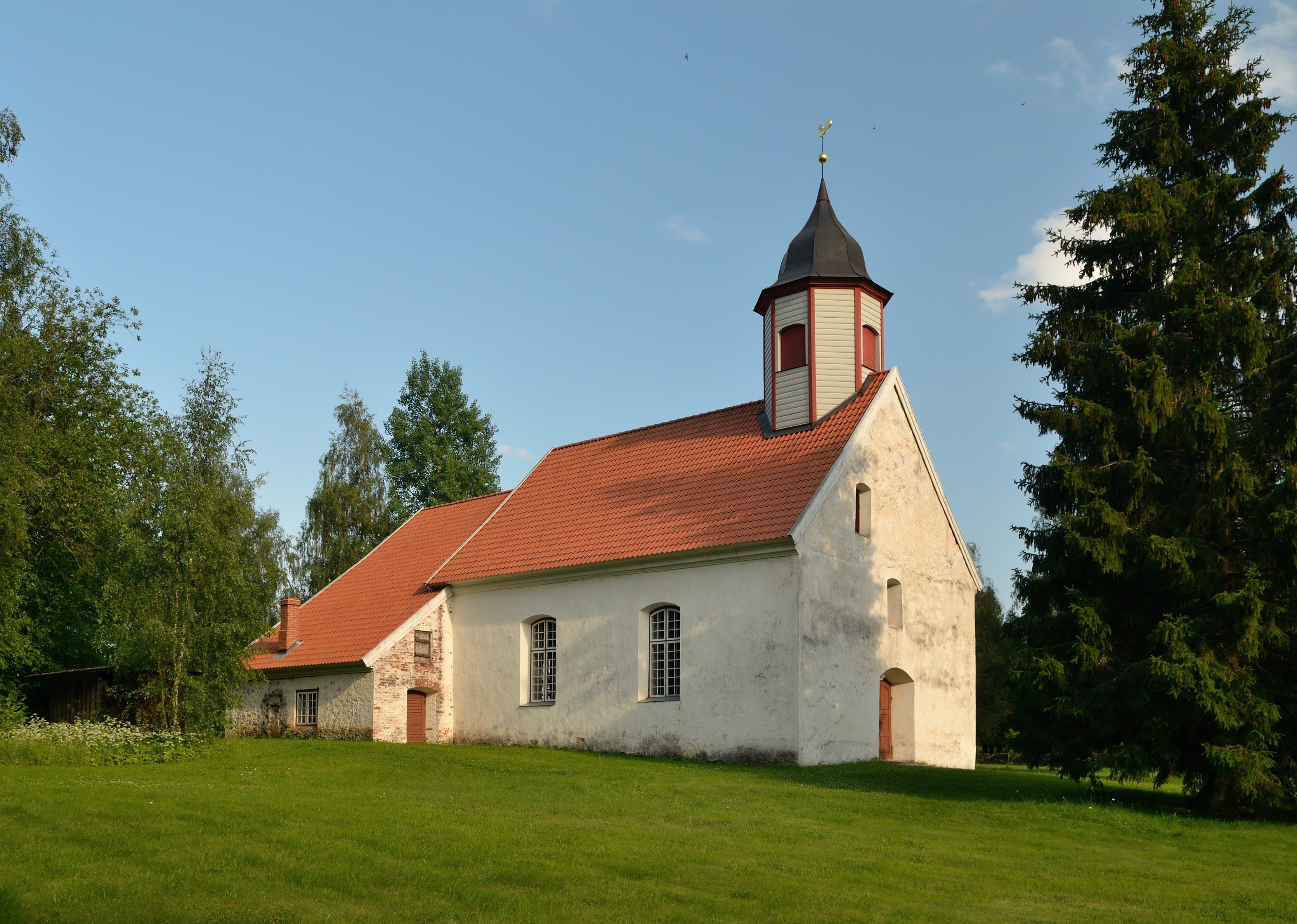
Кірха святого Иоанна